# Championnats du monde de boxe amateur 2005
Navigation
Édition précédente Édition suivante
Les 13e championnats du monde de boxe amateur masculins se sont déroulés du 13 au 20 novembre 2005 à Mianyang, Chine. Les compétitions ont vu s'affronter 412 boxeurs représentant 74 fédérations nationales affiliées à l'Association Internationale de Boxe Amateur.

## Résultats

### Podiums
| Catégories                  | Or                    | Argent              | Bronze                                   |
| Poids mi-mouches (-48 kg)   | Zou Shiming           | Bedák Pál           | Sherali Dostiev Birzhan Zhakypov         |
| Poids mouches (-51 kg)      | Lee Ok-Sung           | Andry Laffita       | Mirat Sarsembayev Rau'shee Warren        |
| Poids coqs (-54 kg)         | Guillermo Rigondeaux  | Rustamhodza Rahimov | Ali Hallab Gary Russell Jr.              |
| Poids plumes (-57 kg)       | Aleksey Tishchenko    | Aleksej Shajdulin   | Yuriorkis Gamboa Viorel Simion           |
| Poids légers (-60 kg)       | Yordenis Ugás         | Romal Amanov        | Khabib Allakhverdiyev Valentino Domenico |
| Poids super-légers (-64 kg) | Serik Sapiyev         | Dilshod Mahmudov    | Inocente Fiss Emil Maharramov            |
| Poids welters (-69 kg)      | Erislandy Lara        | Magomed Nurudinov   | Bakhtiyar Artayev Neil Perkins           |
| Poids moyens (-75 kg)       | Matvey Korobov        | Ismayl Sillakh      | Emilio Correa Mohamed Hikal              |
| Poids mi-lourds (-81 kg)    | Yerdos Dzhanabergenov | Marijo Šivolija     | Utkirbek Haydarov Artak Malumyan         |
| Poids lourds (-91 kg)       | Aleksandr Alekseyev   | Elchin Alizade      | Jasur Mazhanov Alexander Povernov        |
| Poids super-lourds (+91 kg) | Odlanier Solís        | Roman Romanchuk     | Roberto Cammarelle Kubrat Pulev          |

### Tableau des médailles
| Place | Pays              | Médaille d'or, monde | Médaille d'argent, monde | Médaille de bronze, monde | Total |
| ----- | ----------------- | -------------------- | ------------------------ | ------------------------- | ----- |
| 1     | Cuba              | 4                    | 1                        | 3                         | 8     |
| 2     | Russie            | 3                    | 1                        | 1                         | 5     |
| 3     | Kazakhstan        | 2                    | 0                        | 3                         | 5     |
| 4     | Chine             | 1                    | 0                        | 0                         | 1     |
| 4     | Corée du Sud      | 1                    | 0                        | 0                         | 1     |
| 6     | Azerbaïdjan       | 0                    | 2                        | 1                         | 3     |
| 7     | Ouzbékistan       | 0                    | 1                        | 2                         | 3     |
| 8     | Allemagne         | 0                    | 1                        | 1                         | 2     |
| 8     | Bulgarie          | 0                    | 1                        | 1                         | 2     |
| 10    | Biélorussie       | 0                    | 1                        | 0                         | 1     |
| 10    | Croatie           | 0                    | 1                        | 0                         | 1     |
| 10    | Hongrie           | 0                    | 1                        | 0                         | 1     |
| 10    | Ukraine           | 0                    | 1                        | 0                         | 1     |
| 14    | États-Unis        | 0                    | 0                        | 2                         | 2     |
| 14    | Italie            | 0                    | 0                        | 2                         | 2     |
| 16    | Arménie           | 0                    | 0                        | 1                         | 1     |
| 16    | Égypte            | 0                    | 0                        | 1                         | 1     |
| 16    | France            | 0                    | 0                        | 1                         | 1     |
| 16    | Angleterre        | 0                    | 0                        | 1                         | 1     |
| 16    | Roumanie          | 0                    | 0                        | 1                         | 1     |
| 16    | Tadjikistan       | 0                    | 0                        | 1                         | 1     |
| Total | 21 pays médaillés | 11                   | 11                       | 22                        | 44    |